# Cass McCombs

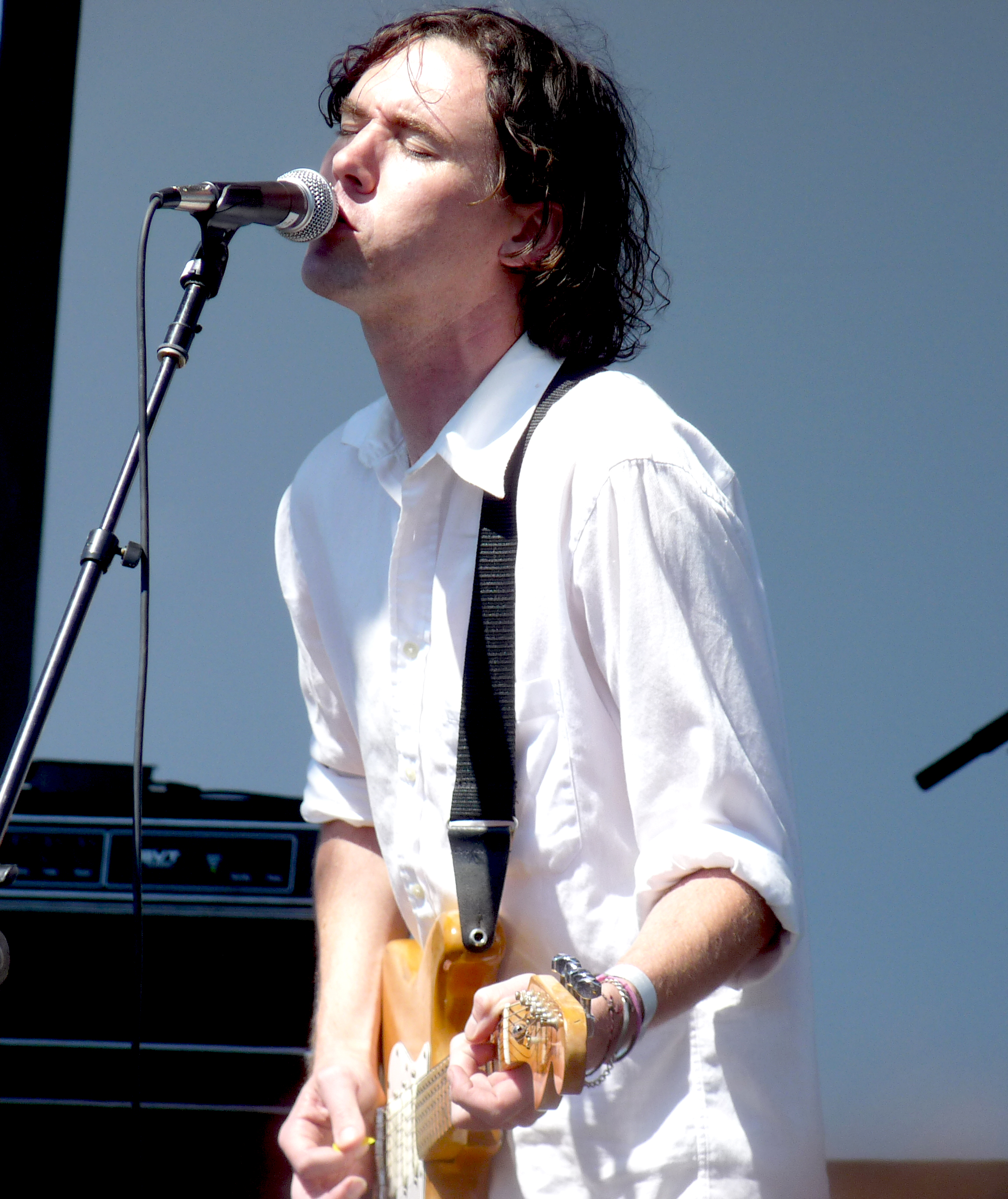
Cass McCombs bei einem Konzert 2010

Cass McCombs (* 13. November 1977 in Concord, Kalifornien) ist ein US-amerikanischer Folk- und Alternative-Rock-Musiker, der seit 2002 mehrere Alben veröffentlicht hat.

## Leben
In den 1990er Jahren spielte er in zahlreichen Bands in der Bay Area und im pazifischen Nordwesten der USA, oft auf Heimwerkermärkten, bevor er nach New York City zog. Im Jahr 2001 zog er nach San Francisco, wo er seine Debüt-EP mit dem Titel Not the Way aufnahm. McCombs nahm 2003 eine Peel Session für John Peel auf und veröffentlichte im selben Jahr sein erstes Album A. McCombs und seine Band verbrachten einen Großteil der Jahre 2003 und 2004 auf Tournee und traten beim All Tomorrow’s Parties Festival und bei House Shows auf.
Im Frühjahr 2005 veröffentlichte er das zweite Album PREfection und ging mit Modest Mouse auf Tour. Danach zog er nach Südkalifornien, um mit der Arbeit an seinem dritten Album Dropping the Writ zu beginnen, das am 9. Oktober 2007 veröffentlicht wurde. Es wurde zu einem der besten Amazon.com-Alben des Jahres 2007 gekürt.
Im selben Jahr tourte er mit Ariel Pinks Haunted Graffiti. Er unterschrieb einen Multi-Album-Deal mit dem Label Domino Records, auf dem die folgenden vier Alben veröffentlicht wurden, darunter Catacombs (2009), das von Pitchfork zu einem der „50 Top-Alben des Jahres“ gewählt wurde. Es folgten Wit’s End (2011), Humor Risk (2011), und Big Wheel and Others (2013).
Er tourte 2012 mit John Cale und trat auch beim Benefizkonzert Occupy Sandy auf. Weitere Bands, mit denen er aufgetreten ist oder mit denen er auf Tournee war, sind Ariel Pink, Cat Power, Band of Horses, Andrew Bird, The Decemberists, Arcade Fire, Peter Bjorn and John, Papercuts, The Shins, Iron & Wine, Deerhoof, The Walkmen, Jana Hunter, Thurston Moore, Joe Russo und The War On Drugs.
Seine Single Bradley Manning wurde 2012 auf der Democracy Now News Hour uraufgeführt. Seine Songs wurden in Filmen wie dem Surffilm The Present und Ralph Arlycks Dokumentarfilm Following Sean sowie in bemerkenswerten Skate-Videos mit Jason Dill, Jerry Hsu, Chima Ferguson und Dylan Rieder gezeigt. Sein Song Bobby, King of Boys Town erschien in der HBO-Show Girls.
Im Jahr 2014 unternahm er eine Co-Headliner Herbsttournee mit den Meat Puppets.
McCombs ist außerdem noch Mitglied von The Skiffle Players, die am 12. Februar 2016 ihr Debüt-Album Skifflin veröffentlichten.
Im Juni 2016 trat McCombs beim Primavera Sound Festival und beim Field Day Festival auf.
McCombs ANTI-Records Debüt, Mangy Love wurde am 26. August 2016 veröffentlicht.

## Diskografie

### Alben
- 2003 A (4AD)
- 2005 PREfection (4AD)
- 2007 Dropping the Writ (Domino)
- 2009 Catacombs (Domino)
- 2011 Wit’s End (Domino)
- 2011 Humor Risk (Domino)
- 2013 Big Wheel and Others (Domino)
- 2016 Mangy Love (Anti-)
- 2019 Tip of the Sphere (Anti-)
- 2022 Heartmind

### EPs
- 2002 Not the Way (4AD)

### Compilations
- 2015 A Folk Set Apart (Domino)